# نيارة
نيارة قرية سوريّة تتبع إداريّاً لمحافظة حلب منطقة أعزاز ناحية مركز أعزاز، بلغ تعداد سكانها 1,337 نسمة حسب التعداد السكاني لعام 2004.